# Franz Burgers

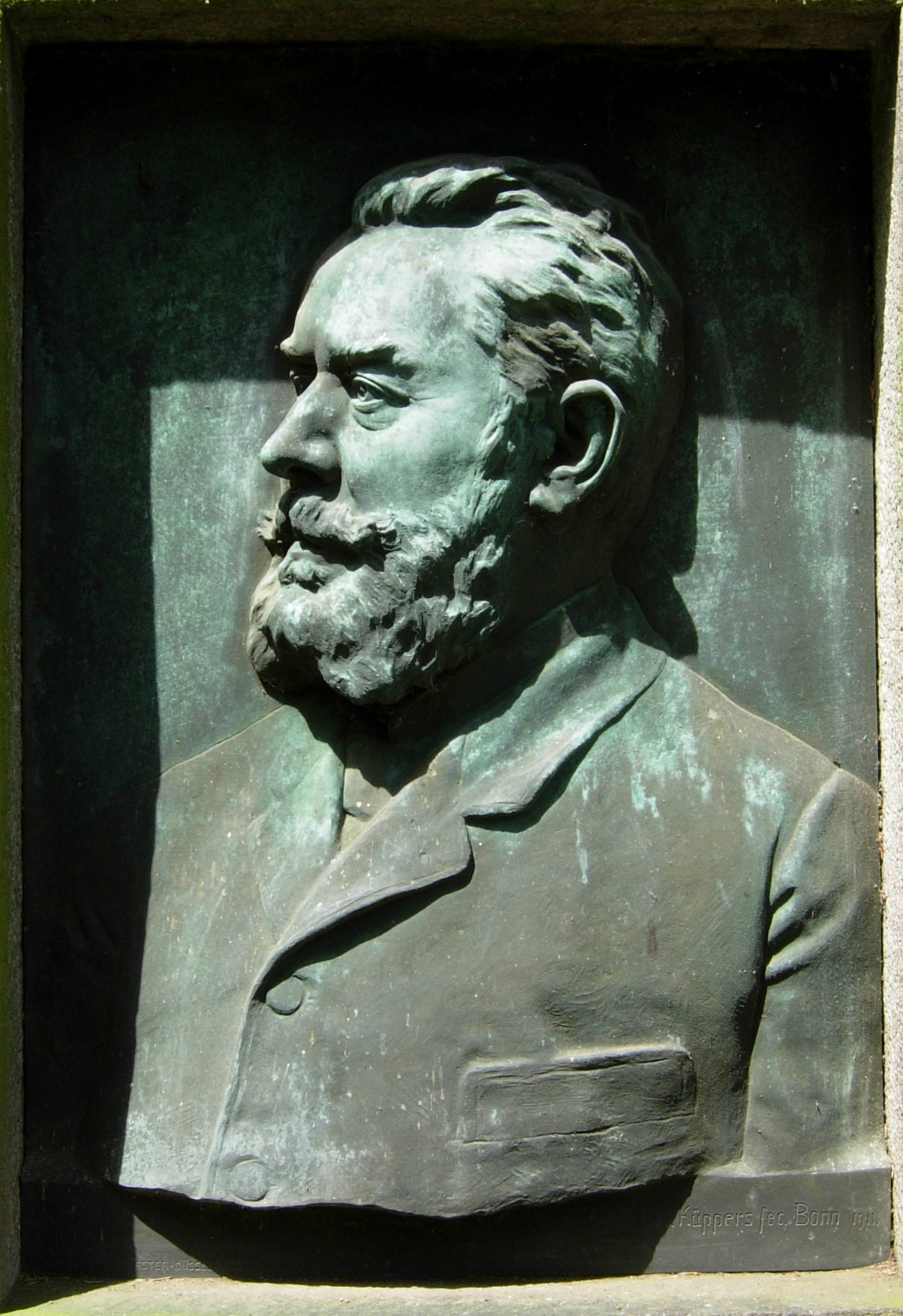
Franz Burgers, Bronzerelief auf dem Grab auf dem Poppelsdorfer Friedhof in Bonn

Franz Burgers (* 14. Oktober 1845 in Geldern; † 29. März 1911 in Wiesbaden) war ein deutscher Konstrukteur und Hüttenwerks-Manager.

## Leben
Burgers wurde 1845 in Kleve geboren, er war der Sohn des Zollbeamten Franz Jodocus Burgers und dessen Ehefrau Elisabeth Burgers geb. Devillier. Nach einer Schlosser-Lehre arbeitete er zunächst in der Maschinenfabrik Köln-Bayenthal, dann ab 1867 als Konstrukteur bei der Friedrich-Wilhelms-Hütte in Troisdorf. Seine Mitarbeit beim Bau eines Hochofenwerkes in Mülheim am Rhein brachte ihn in Kontakt mit dem Montanunternehmen Bochumer Verein, für das er – nach einer darauf ausgerichteten Studienreise nach England – ein für seine Entstehungszeit besonders fortschrittliches Hochofenwerk in Bochum baute. 1878 warb ihn der Industrielle August Thyssen für eine Mitarbeit beim Schalker Gruben- und Hüttenverein ab, für den er in den folgenden rund drei Jahrzehnten tätig war und verschiedene neuartige technische Elemente im Hochofenbau entwickelte. Er stieg in diesem Unternehmen bis zum Vorstandsvorsitzenden auf und gehörte nach der Fusion mit der Gelsenkirchener Bergwerks-AG im Jahr 1907 bis zu seinem Tod 1911 deren Vorstand an.
1905 bis 1910 gehörte er für den Wahlkreis Gelsenkirchen-Stadt und die NLP dem Provinziallandtag der Provinz Westfalen an.
Burgers war altkatholischer Konfession; er wurde für seine beruflichen Verdienste mit dem Ehrentitel Kommerzienrat ausgezeichnet. Seiner Ehe mit Hedwig geb. Kutscher entstammte der gleichnamige Sohn Franz Burgers (1877–1930), der ebenfalls in der Montanindustrie des Ruhrgebiets Karriere machte. Seine letzte Ruhestätte fand er auf dem Poppelsdorfer Friedhof in Bonn.